# Luuk van Middelaar
Luuk Johannes van Middelaar (Eindhoven, 9 de mayo de 1973) es un historiador y filósofo holandés. Desde diciembre de 2009 hasta el 2014 Van Middelaar fue miembro del gabinete de Herman van Rompuy, primer presidente del Consejo Europeo. Es conocido por su libro El paso a Europa (2009).

## Biografía
Van Middelaar estudió Historia y Filosofía en la Universidad de Groninga y el Centro Raymond Aron de la Escuela de Estudios Superiores en Ciencias Sociales de París. En 1999 su trabajo fin de máster (doctoraalscriptie en holandés) "Politicide", fue publicado y galardonado con el Prix de Paris. Fue durante un tiempo asesor político de Frits Bolkestein (2002-2004) y de Jozias van Aartsen (2004-2006). En 2009 obtuvo su doctorado por la Universidad de Ámsterdam con sobresaliente cum laude.
En 2012 fue galardonado con el Premio del Libro Europeo y el Premio Luis Martin para El Paso a Europa y Sócrates Premio 2010 al mejor libro de filosofía escrito en holandés. Desde principios de 2015, que tiene un político semanal columna en NRC Handelsblad, tomando una posición en la que también ocupó anteriormente (2008-2009). En 2015 Van Middelaar fue nombrado Profesor de Fundamentos y Práctica de la Unión Europea y sus Instituciones en la Universidad de Leiden en los países Bajos. Sostiene, asimismo, los "Valores Europeos" cátedra de lengua francesa de la Universidad católica de Lovaina en Bélgica. Desde 2018, él es miembro de la holandesa Consejo Asesor en Asuntos Internacionales.

## Selección de artículos
Van Middelaar escribe para varios periódicos Europeos.
- Three things the EU must do to survive, The Guardian, 27 de marzo de 2017.